# Хёгелин, Лиса
Сигрид Элисабет (Ли́са) Жанетта Густава Хёгелин, урождённая Норелль (швед. Sigrid Elisabeth (Lisa) Jeanette Gustava Högelin; 14 октября 1896 — 4 сентября 1980) — шведская писательница и переводчик. Писала преимущественно книги для девочек.

## Биография и творчество
Ли́са Норелль родилась в 1896 году. Она была единственным ребёнком Отто Норелля и Сигрид фон Порат. Отец Лисы, коммерсант, долгое время занимался книжной торговлей, и дома была большая библиотека. Семья жила в Евле; там же Лиса окончила школу в 1914 году. На протяжении нескольких лет она работала в городской библиотеке. В 1919 году она вышла замуж за Гёсту Хёгелина; впоследствии у них родилось четверо детей.
Лиса Хёгелин начала писать, под псевдонимом Лисбет Норринг, в 1920-х годах для таких журналов, как Husmodern, Vårt Hem, Idun, Allers и Folket i Bild. Она также публиковала рассказы под своим настоящим именем в Dagens Nyheter, Stockholms-Tidningen и Svenska Dagbladet. Впоследствии писательница снова начала использовать псевдонимы, в том числе Карин Норргорден и Ранди Вессель.
В 1933 году был издан первый роман Хёгелин, «Katten Sussi och hennes familj». В 1935 году вышла её первая книга для девочек, «Landsförvist». В период с 1933 по конец 1950-х годов Хёгелин опубликовала около 40 повестей для девочек. В них часто изображались сильные, самостоятельные девочки и девушки, не желающие подчиняться принятым в обществе нормам, однако в конце концов принимающие традиционную роль образцовой супруги и матери. Произведения Хёгелин часто подвергались критике за банальность и дидактизм, однако они пользовались большой популярностью у читателей.
Помимо собственного творчества, Лиса Хёгелин переводила художественную литературу с английского языка, в основном также книги для девочек. Позднее она также стала переводить книги для взрослых, нередко в соавторстве с мужем. В 1936 году Гёста Хёгелин опубликовал свою первую книгу и впоследствии стал писать повести для мальчиков. Дочь Гёсты и Лисы Хёгелин, Ингер Браттстрём, также стала писательницей, автором книг для детей и юношества.
Лиса Хёгелин умерла в 1980 году.